# Carmen Baroja
Pour les articles homonymes, voir Baroja (homonymie).
Carmen Baroja y Nessi, née à Pampelune en 1883 et morte à Madrid en 1950, également connue sous le pseudonyme Vera de Alzate, est une intellectuelle espagnole, écrivaine et ethnologue. Elle est membre de la dynastie des Baroja, grande famille basque espagnole.
Elle est l'une des grandes figures du Lyceum Club Femenino, université féministe de Madrid, et de la Génération de 98.

## La dynastie des Baroja
Carmen Baroja appartient à une grande famille espagnole, les Baroja. Elle est la fille de l'ingénieur basque Serafín Baroja, et la sœur des écrivains Pío et Ricardo Baroja, lui-même époux de la peintre Carmen Monné.
Elle est la mère de l'anthropologue Julio Caro Baroja et du réalisateur Pío Caro Baroja.

## Biographie
Fille de Serafín Baroja, ingénieur de mines, sa famille réside dans diverses villes — Pampelune, Valence, Burjassot, Cestona et Saint-Sébastien — avant d'emménager à Madrid.
Dans sa jeunesse, Carmen Baroja se passionne pour l'orfèvrerie, l'ethnographie et le folklore, et voyage en Angleterre et en France avec son frère Pío.
Plus tard, elle participe activement à la fondation de l'institution féministe du Lyceum Club Femenino de Madrid, présidé par María de Maeztu, où se retrouvent, entre autres, les écrivaines Zenobia Camprubí, Elena Fortún, Concha Méndez, María Teresa León, ainsi que l'une des futures ministres de la République, Victoria Kent.
En 1926, dans le salon de la maison familiale, elle crée une pièce de théâtre, El mirlo blanc, avec la peintre Carmen Monné, projet auquel participent également ses frères et ses amis dont Valle-Inclán, Azorín et Manuel Azaña. On retrouve, dans son entourage, les républicaines Isabel Oyarzábal et Magda Donato.
La guerre d'Espagne la sépare de son mari, l'entrepreneur Rafael Caro Raggio. Isolé à Madrid, il meurt en 1943. Des quatre enfants du couple, seuls survivront Julio et Pio.
Carmen Baroja décède d'un cancer, à Madrid, en 1950, sous la dictature franquiste.

## Postérité

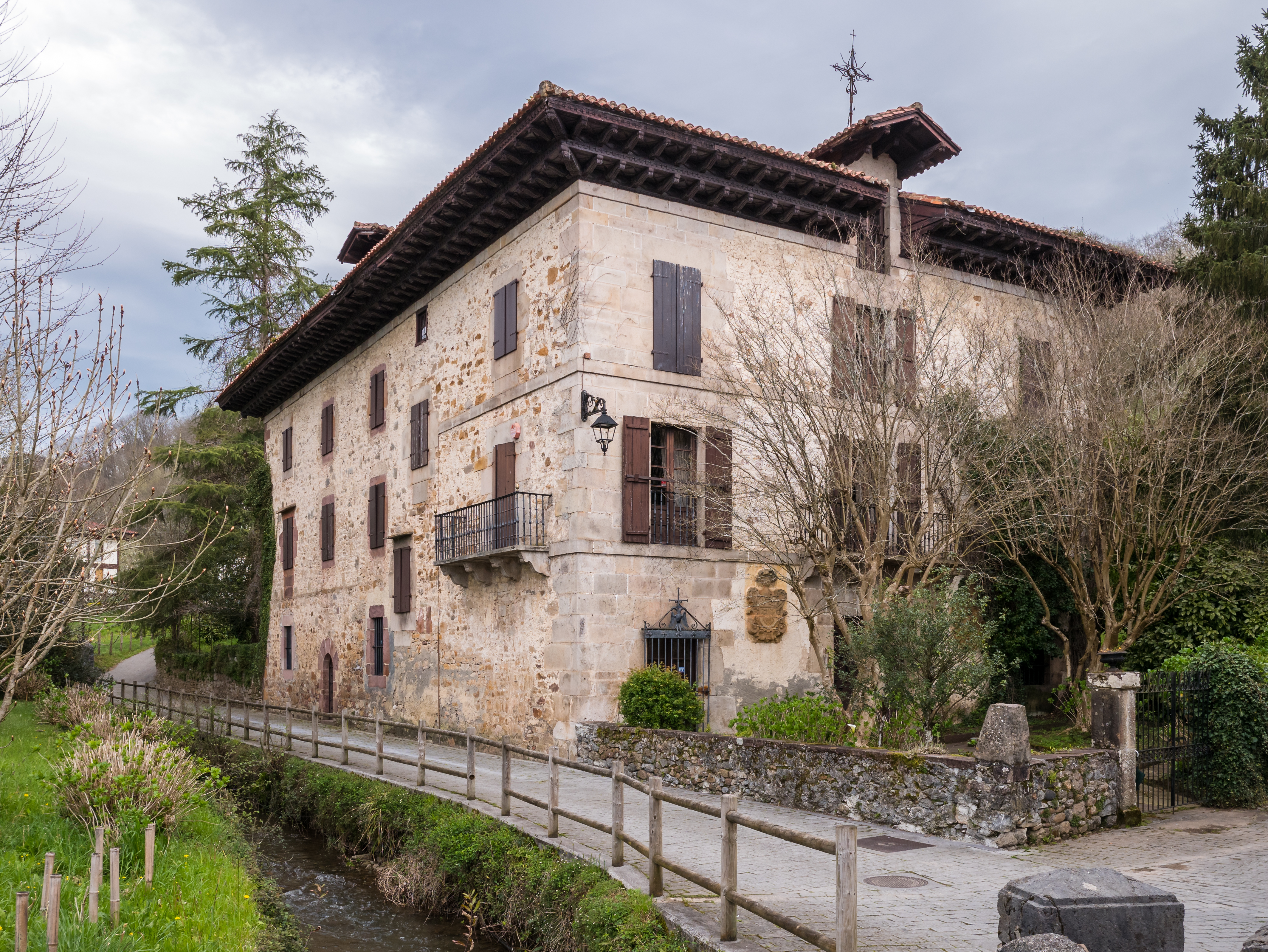
La maison familiale des Baroja « Itzea » à Bera.

Elle laisse une œuvre poétique (certains de ses vers sont publiés dans Tres Barojas. Poemas), des contes pour enfants, des livres de recherches ethnographiques, ou encore ses mémoires, Recuerdos de una mujer de la generación del 98, rédigées de 1943 à 1946, où apparaissent les membres de la Génération de 1898 et les autres femmes écrivaines qui ont jalonné son parcours comme Carmen de Burgos, Consuelo Álvarez Pool (Violeta), Regina de Lamo, Blanca de los Ríos et Belén de Sárraga.